# IC 1099
IC 1099 је спирална галаксија у сазвјежђу Змај која се налази на листи објеката дубоког неба у Индекс каталогу.
Деклинација објекта је + 56° 30' 31" а ректасцензија 15h 6m 54,7s. Привидна величина (магнитуда) објекта IC 1099 износи 14,1 а фотографска магнитуда 14,8. IC 1099 је још познат и под ознакама UGC 9731, MCG 9-25-21, CGCG 297-3, IRAS 15055+5641, PGC 53967.